# Victòria Pujolar Amat
Victòria Pujolar Amat (Barcelona, 26 de juliol de 1921 - Madrid, 24 de juny de 2017) va ser una republicana, militant del PSUC i activista de la resistència. Represaliada pel franquisme, va patir tortures, presó i exili. Va viure a França, Txecoslovàquia i Romania. Mai va abandonar la lluita política i va ser la primera veu en català de la clandestina Radio Espanya Independent, coneguda popularment com La Pirenaica, amb seu a Bucarest. També va ser esportista i pintora.

## Biografia
Victòria Pujolar Amat va néixer a Barcelona el 1921 en el si d'una família progressista. Li agradava molt l'art i l'esport. Va estudiar a la Mútua Escolar Blanquerna, i a l'Institut Escola de la Barceloneta. El 1939, amb la desfeta del bàndol republicà, va exiliar-se amb els seus pares a Tolosa de Llenguadoc. Sota l'ocupació alemanya, va ser interceptada sense papers i internada al camp de concentració de Récébédou, al sud de Tolosa, d'on va aconseguir escapar. Va ingressar a les Joventuts Socialistes Unificades del PSUC i el 1944 va retornar a Barcelona per unir-se a la resistència antifeixista. Va trobar feina a la redacció del primer diccionari Vox i després a l'estudi gràfic de l'Editorial Bruguera. Va ser nomenada secretària general de la JSUC i, amb el pseudònim d'Anna i l'aspecte elegant de Noia de l'Eixample, va aconseguir passar desapercebuda i organitzar els contactes de la guerrilla a la ciutat. Una delació va propiciar la seva detenció i la caiguda de nombrosos militants, entre els quals hi havia el guerriller Francesc Serrat Pujolar Sisquet, cap de la JSU, que més tard va ser afusellat. Conduïda als soterranis de la Comissaria de Via Laietana, va ser interrogada,vexada i torturada pels germans Vicente i Antonio Juan Creix, sinistres policies de la Brigada Politico-Social a les ordres del comissari Eduardo Quintela.
Ingressada a la Presó de Dones de les Corts durant més d'un any en espera de judici, va exercir un potent lideratge entre les internes, promovent-hi la pràctica de l'esport i esdevenint capitana de l'equip de bàsquet de la presó. També va pintar els decorats d'algunes representacions teatrals que organitzaven les monges en les festes senyalades. Va coincidir, entre d'altres, amb les comunistes Tomasa Cuevas, Isabel Vicente García, Angela Ramis i la madrilenya Adelaida Abarca Izquierdo de l'expedient de Les Tretze Roses, que redimia pena pel treball i prestava servei a les oficines de la Presó. Aquest fet i els contactes que mantenien amb membres del Partit a l'interior i a l'exterior del penal, va permetre planificar la fuga de Victòria, en ocasió del seu trasllat a Madrid per ser sotmesa a consell de guerra. Poc temps després, també van fugir Adelaida Abarca i Àngela Ramis.

Amb la complicitat d'amics i familiars, Pujolar va aconseguir travessar la frontera francesa i arribar a Tolosa de Llenguadoc, a casa dels seus pares. El 1947 va conèixer el periodista i dirigent comunista Federico Melchor Fernández, que acabava de tornar de l'exili a Mèxic', es van casar i van tenir quatre fills.

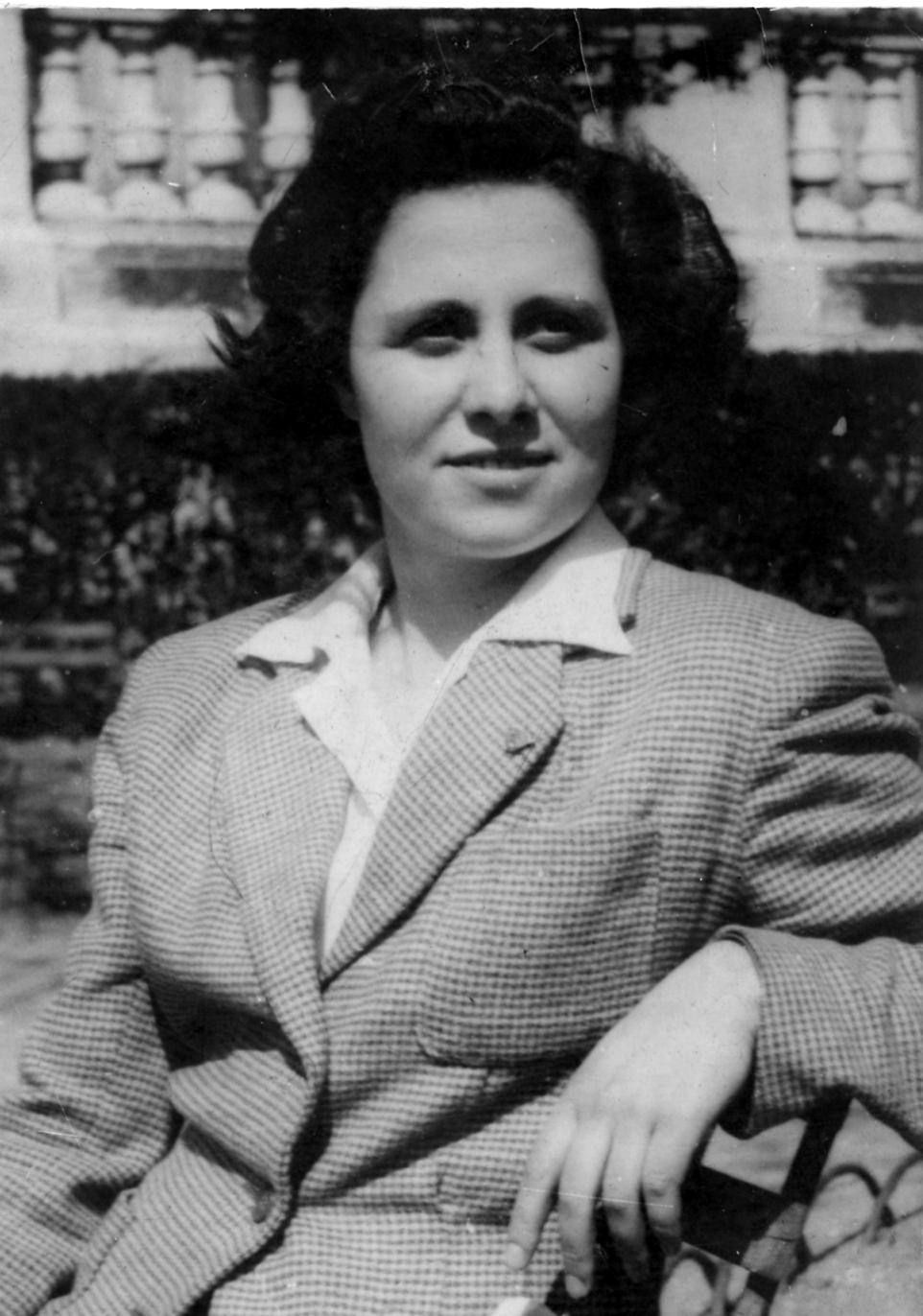
Victòria Amat en una fotografia de Francesc Boix el 1947

S'havien establert a París, quan en el marc de la Guerra Freda, el Govern francès va expulsar del país tots els dirigents comunistes estrangers. Van decidir emigrar a Praga, on van coincidir amb Teresa Pàmies. Després, Federico Melchor va ser cridat a Bucarest (Romania) per dirigir Radio Espanya Independent (REI) i allà van coincidir amb el col·lectiu de catalans, entre els quals hi havia Josep Bonifaci i Mora i més tard Jordi Solé Tura.
El responsable de l'emissió en català, Emili Vilaseca, va suggerir a Pujolar que fes una prova de veu, i així va esdevenir la primera locutora que, amb el sobrenom de Montserrat Canigó, es va dirigir en llengua catalana als oients de la clandestina Radio Pirenaica, feina que va alternar durant anys amb els estudis de pintura i belles arts a l'Institut Universitari Nikolae Grigorescu de Bucarest.
El 1966 la família va tornar a París i Pujolar va treballar de maquetadora i il·lustradora a la redacció de Mundo Obrero fins al 1974. La mort del dictador Francisco Franco va obrir el camí a la transició política espanyola. Els refugiats espanyols a França, que fins aleshores eren considerats apàtrides, van poder de nou tenir un passaport espanyol. El seu marit va tornar a Espanya tan bon punt va obtenir-ne'n el seu. A ella, després de diverses proves mèdiques per saber la causa d'uns marejos i pèrdua d'equilibri que tenia, li van aconsellar operar-se de les orelles i finalment va decidir que li fessin a Madrid, on s'havia instal·lat Melchor. Per al finançament de les dues operacions (primer van operar-li una orella i després l'altra) va rebre l'ajut d'exiliats espanyols establerts a Mèxic. Malgrat la transició que Espanya feia cap a la democràcia, el Partir Comunista no es va legalitzar fins al 9 d'abril de 1977. Els comunistes van poder novament participar legalment en la política espanyola tot i que van haver de renunciar a reivindicar el retorn de la República i acceptar una monarquia parlamentaria. Federico Melchor va continuar dirigint Mundo Obrero, que del 21 de novembre de 1978 al 29 de juny de 1980 va ser un diari, i va formar part del Comitè Executiu del Partit Comunista d'Espanya fins al 1985, en què va morir.
En el barri d'Usera, on vivien a Madrid, Pujolar va dirigir la Comissió de Cultura del partit Comunista i organitzava activitats culturals diverses, com ara representacions teatrals, concerts o classes de dibuix que impartia ella mateixa. Després de la mort de Melchor, la seva filla Noch, que s'havia quedat a París quan la parella va tornar a Espanya, va anar a viure amb la mare a Madrid. Tenia molta traça per a les arts plàstiques i mare i filla van dedicar-se a la pintura. la filla, però, va patir un vessament cerebral i quan semblava que ja se n'estava recuperant, va morir; tenia trenta-quatre anys.
Ella es va dedicar de ple a la pintura i va fer tres exposicions retrospectives: a París el 1992, a la Sala Blanquerna de Madrid el 2002 i a la biblioteca Francesca Bonnemaison de Barcelona el 2005. Les exposicions de Madrid i Barcelona duien ambdues el mateix títol: «Entre l'exili i l'art, una trajectòria». Va continuar pintant i ja amb més de noranta anys va fer una sèrie d'aquarel·les animada pel seu fill Carlos, que havia anat a viure amb ella després que es va separar; també va començar a escriure unes notes biogràfiques, animada per les seves netes. Va morir el 24 de gener de 2017.

## Reconeixement i memòria

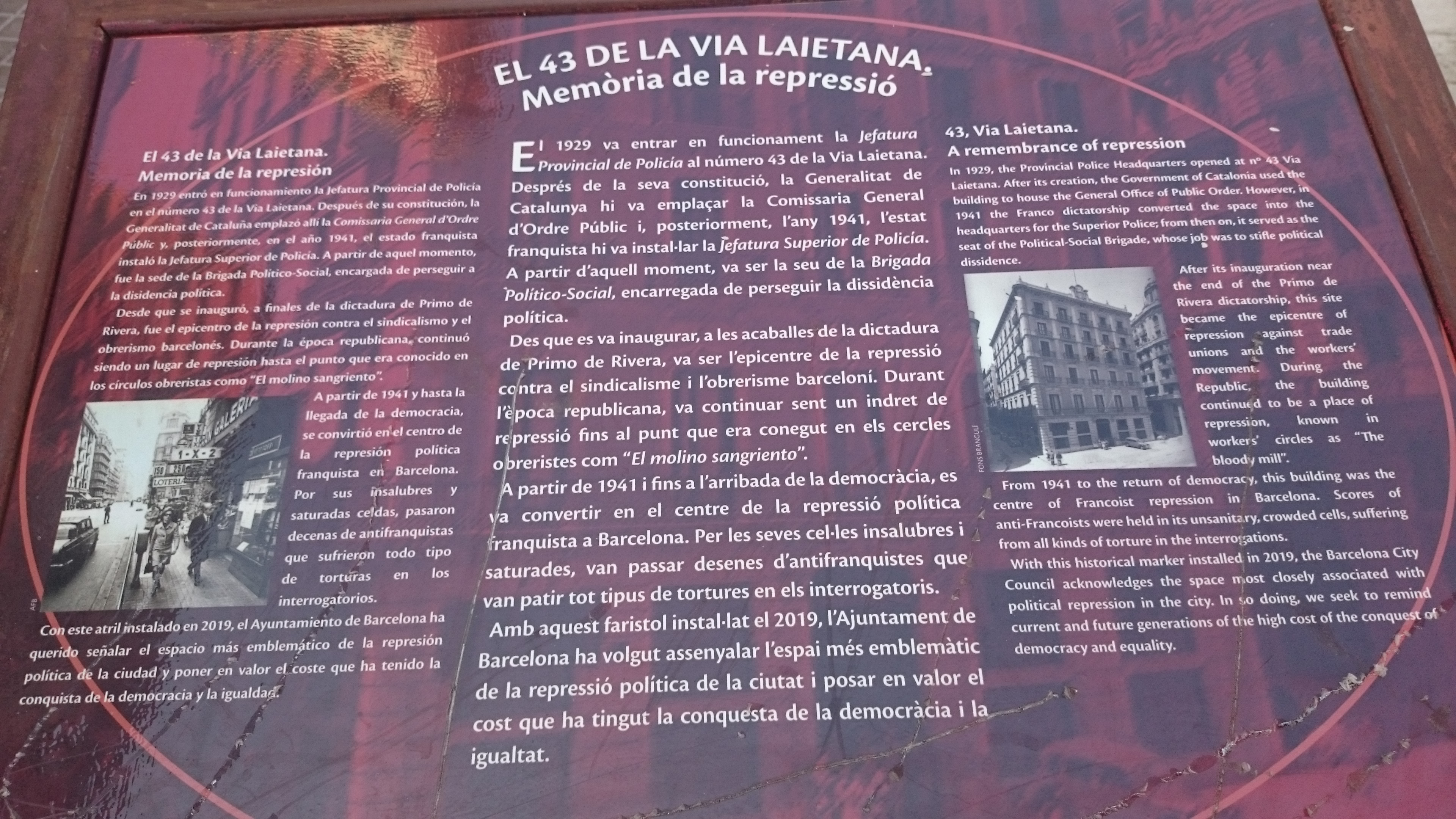
Faristol explicatiu per a la memòria històrica. Comissaria de la Via Laietana de Barcelona

El seu fill, el cineasta francès Jorge Amat, li va dedicar el 2016 el documental La memoria rota.
L'any 2021 l'Institut Català de les Dones promogué la commemoració del centenari del seu naixement, que el Govern de la Generalitat de Catalunya aprovà de celebrar de manera oficial amb diferents iniciatives, entre les quals l'edició d'un llibre biogràfic escrit per Elvira Altés i diverses exposicions.
En aquest marc, el gener de 2022 es va inaugurar l'exposició de la seva obra pictòrica «Victòria Pujolar Amat. Diari Íntim» a la seu de la Fundació Felícia Fuster de Barcelona, comissariada per la historiadora de l'art Esther Rodríguez Biosca.